# Гринсборо (Алабама)
Гринсборо (енгл. Greensboro) град је у америчкој савезној држави Алабама. По попису становништва из 2010. у њему је живело 2.497 становника.

## Демографија
Према попису становништва из 2010. у граду је живело 2.497 становника, што је 234 (8,6%) становника мање него 2000. године.
| Група             | 2000.         | 2010.         |
| Белци             | 1.045 (38,3%) | 793 (31,8%)   |
| Афроамериканци    | 1.663 (60,9%) | 1.660 (66,5%) |
| Азијати           | 0 (0,0%)      | 20 (0,8%)     |
| Хиспаноамериканци | 24 (0,9%)     | 12 (0,5%)     |
| Укупно            | 2.731         | 2.497         |